# Ledine, Idrija
Ledine este o localitate din comuna Idrija, Slovenia, cu o populație de 77 de locuitori.